# أوسكار كايتلي
أوسكار فاي تويلاو كايتلي (بالإنجليزية: Oscar Vai To'elau Kightley) (من مواليد 14 سبتمبر 1969) هو ممثل ساموا نيوزيلندي ومقدم تلفزيوني وكاتب وصحفي ومخرج وممثل كوميدي. شارم في التمثيل وشارك في كتابة الفيلم الناجح لعام 2006 حفل زفاف سيوني .

## سيرة شخصية
ولد في عام 1969 في أبيا ، ساموا، وهو الولد الأصغر بين ثمانية أطفال، ونشأ في قرية فالياتيو.  جاء إلى نيوزيلندا بعد وفاة والده عندما كان عمره 4 سنوات وتبنته عمته وعمه اللذين كانا يعيشان في غرب أوكلاند . درس بكلية رذرفورد ، حيث كانت الكتابة موضوعه المفضل.
بعد المدرسة، كان كايتلي طالبًا في أوكلاند ستار ، وعمل كصحفي لمدة أربع سنوات.  حيث كان يتصور أنه سيواصل في مهنت الصحافة و قال:"اعتقدت أن هذا سيكون أنا حتى تقاعدت."  انتقل إلى كرايستشيرش في عام 1991 ليكون مقدمًا لبرنامج الأطفال التلفزيوني "الحياة في الثلاجة موجودة" (L.I.F.E)، حيث التقى تانيا وميشيل مواغوتوتيا وإروليا إيفوبو ‏ وسيمون سمول . 

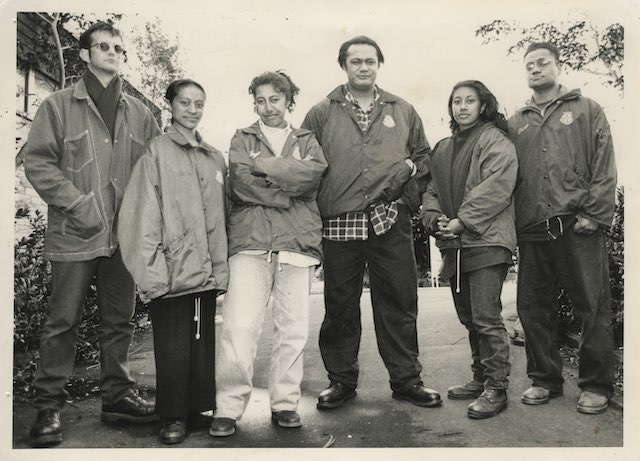
أعضاء Pacific Underground في عام 1994 خلال موسم Fresh Off The Boat في مسرح هيرالد في أوكلاند، نيوزيلندا. من اليسار: مايكل هودجسون، إيروليا إيفوبو، تانيا مواجوتوتيا، ديفيد فاين، ميشيل مواجوتوتيا، وأوسكار كايتلي

## فيلموغرافيا
| سنة  | عنوان                        | دور                     | ملحوظات              | مصدر  |
| ---- | ---------------------------- | ----------------------- | -------------------- | ----- |
| 2006 | زفاف سيونه                   | ألبرت                   |                      |       |
| 2012 | سيون 2: الأعمال غير المكتملة | ألبرت                   |                      |       |
| 2013 | هاري                         | هاري / كاتب             |                      |       |
| 2016 | مطاردة Wilderpeople          | آندي                    |                      |       |
| 2016 | موانا                        | صياد السمك (صوت)        |                      |       |
| 2021 | غارة الفجر                   | مخرج                    |                      |       |
| 2022 | بطة الروك                    | المخرج / الكاتب / إسحاق |                      | [ 6 ] |
| 2023 | الهدف التالي يفوز            | تافيتا                  | مرحلة ما بعد الإنتاج |       |

## روابط خارجية
- أوسكار كايتلي في قاعدة بيانات الأفلام على الإنترنت